# Statik

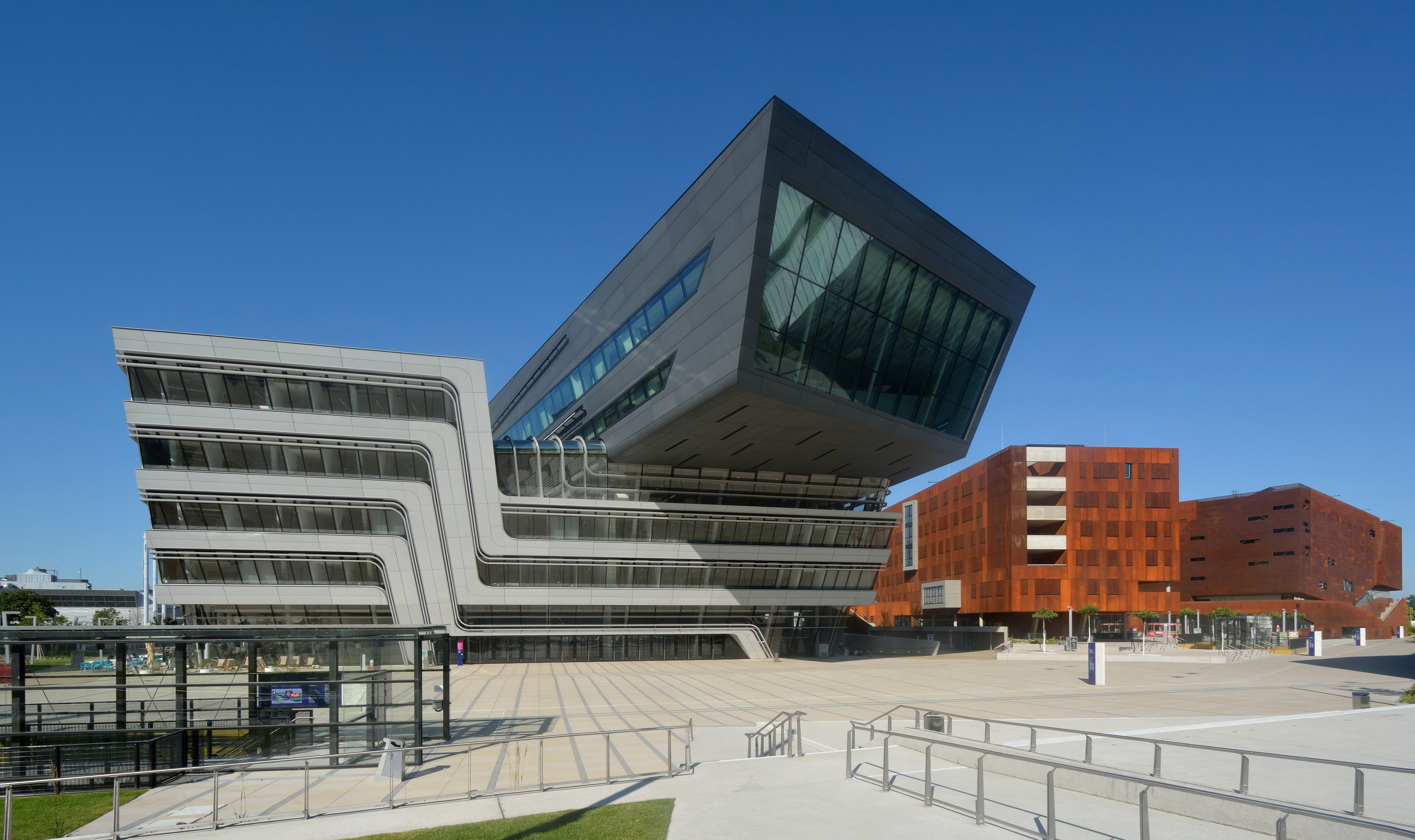
Statik används vid konstruktion av byggnader för göra dessa stabila. Ett exempel är Wirtschaftsuniversität Wien.

Statik är inom fysik den gren av klassisk mekanik som berör fysikaliska system som är i statisk jämvikt, d.v.s. i ett tillstånd där de relativa positionerna i delsystem inte varierar med tiden.
Genom Newtons andra lag medför denna situation att nettokraften på varje delsystem är noll. Med denna restriktion kan sådana kvantiteter som materialspänning eller tryck härledas.
Statik används väldigt mycket vid analys av byggnader, exempelvis i byggnadsteknik och maskinteknik.
Hydrostatik berör analys av system i statisk jämvikt som inbegriper flytning.